# Frédérique Spigt

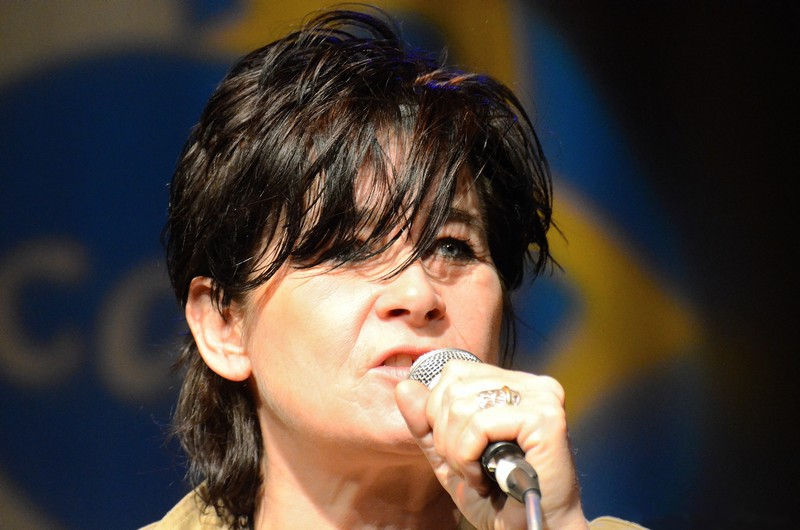
Frédérique Spigt, 2012

Frédérique Spigt (* 28. Januar 1957 in Rotterdam) ist eine niederländische Sängerin, Schauspielerin und Malerin. Sie wurde in den 1980er Jahren als Sängerin der Band I've Got The Bullets bekannt. Als Solokünstlerin erreichte sie größere Bekanntheit durch die Teilnahme am niederländischen Vorentscheid für den Eurovision Song Contest 1998.

## Leben

### Jugend
Spigt hat einen drei Jahre älteren Bruder sowie zwei Halbbrüder und eine Halbschwester aus der ersten Ehe ihrer Mutter. Als Kind von zwei berufstätigen Eltern war sie oft auf sich allein gestellt. Sie spielte viel draußen, war eine Kämpfernatur und immer für wilde Spiele zu haben. Das führte manchmal dazu, dass andere Eltern ihren Kindern den Umgang mit ihr verboten. In ihrer Kindheit organisierte sie mit Freundinnen im Keller ihres Wohnhauses Vorführungen, zu denen die Bewohner des Hauses eingeladen wurden. In der Diamond Show, wie sie die Vorstellungen nannte, ließ sie ihren Hund Kunststücke vorführen und trat selbst als Zauberkünstlerin auf.
Nachdem Spigt mit 19 Jahren ein Konzert der Band The Sadista Sisters mit Frontfrau Theresa D'Abreu im Exit in Rotterdam besucht hatte, beschloss sie Sängerin zu werden.
Spigt studierte von 1975 bis 1980 an der Willem de Kooning Kunstakademie in Rotterdam Grafikdesign. Sie illustriert Cover und Texthefte ihrer Alben selbst und gestaltete ein Buch mit ihren gesammelten Songtexten Dit is geen lied (2004).

### Anfangsjahre
Nach dem Studium engagierte Spigt sich freiwillig in einem Jugendzentrum in Rotterdam. Dort traf sie 1985 bei einer Jamsession den Gitarristen Peter van Gameren. Mit ihm und weiteren Musikern gründete sie I've Got The Bullets, eine neunköpfige Band mit Spigt als Leadsängerin, die amerikanisch orientierten Rock und Soul spielte. Der Bandname ist eine Anspielung auf James Deans letzte Worte im Film … denn sie wissen nicht, was sie tun aus dem Jahr 1955. Im ersten Jahr ihres Bestehens nahm I've Got The Bullets am nationalen Musikwettbewerb Grote Prijs van Nederland teil und belegte den dritten Platz. Ein gleichnamiges Album wurde aufgenommen, und die Band hatte 1986 einen Hit mit der Single In The Middle Of The Night.
I've Got The Bullets war eine viel gebuchte Liveband. Sie traten in bekannten niederländischen Musik-TV-Shows wie Countdown auf. Spigt galt Mitte der 1980er Jahre als Rockidol. Als Leadsängerin einer Rockband war sie in den Niederlanden eine Pionierin. Aufgrund ihres androgynen Aussehens, ihrer kraftvollen, rauen Stimme und ihrer Offenheit in Bezug auf ihre Bisexualität galt sie in feministischen Kreisen als eine Art Aushängeschild. Nachdem das zweite, 1988 veröffentlichte Album Wounded kein Erfolg wurde, lösten sich I've Got The Bullets nach einer Clubtour durch die Niederlande im Jahr 1990 auf.
Spigt gründete eine neue Band, A Girl Called Johnny, mit der sie 1993 das Album Cry For The Moon veröffentlichte. Diese Band bestand 3 Jahre lang.

## Solokarriere
1996 begann Spigt ihre Solokarriere mit einer Clubtour unter dem Titel Frédérique Spigt Con La Piccola Orchestra, bei der sie von einem Streichquartett begleitet wurde. Im selben Jahr veröffentlichte sie unter demselben Titel ihr erstes Soloalbum. Seit diesem Album arbeitet sie mit den Musikern Jan van der Meij und Hein Offermans zusammen.
1998 nahm Spigt am niederländischen Vorentscheid für den Eurovision Song Contest teil und sang zum ersten Mal auf Niederländisch. Das Lied Mijn hart kan dat niet aan, geschrieben von Huub van der Lubbe (Text) und Leo van de Ketterij (Musik), war untypisch für einen Beitrag für den Eurovision Song Contest, erreichte aber dennoch einen Achtungserfolg. Spigt belegte mit 70 Punkten den dritten Platz, hinter der Siegerin Edsilia Rombley und der Zweitplatzierten Nurlaila Karim.

### 1999 bis 2005
Durch den Auftritt beim niederländischen Vorentscheid für den Eurovision-Songcontest erreichte Spigt nationale Bekanntheit. 1999 veröffentlichte sie das niederländischsprachige Album Engel, auf dem auch Mijn hart kan dat niet aan enthalten ist. Außer den Titelsong Engel schrieb sie die meisten Lieder in Zusammenarbeit mit Jan van der Meij.
Im Jahr 2000 erschien das Album Droom, für das sie den Musikpreis Edison erhielt. Dieses Album enthält neben Kompositionen von Spigt und Jan van der Meij eine niederländische Version von Old man von Neil Young.
Im Jahr 2002 folgte das Album Beest, ein Album über Tiere wie Schlangen und Lügenbolde, das 2004 auch auf DVD erschien.
Im Jahr 2004 veröffentlichte Spigt das Album Mans Genoeg, das ausschließlich aus Duetten, sowohl auf Niederländisch als auch auf Englisch, bestand. Über die Aufnahmen von Mans Genoeg wurde von Sonia Herman Dolz ein Dokumentarfilm gedreht, der auf dem Niederländischen Filmfestival 2004 uraufgeführt wurde und zusammen mit dem Album auf DVD erschien. Auf dem Album befinden sich u. a. She came to win, ein posthumes Duett von Spigt mit alten Aufnahmen von Herman Brood und ein Duett mit Sam Bettens, Sänger der belgischen Band K's Choice, mit dem Titel Something about you.

### 2006 bis 2009
Im Jahr 2006 veröffentlichte Spigt das Album Een kus, in Zusammenarbeit mit dem belgischen Akkordeonisten Gwen Cresens. Neben Niederländisch enthält das Album auch Lieder auf Französisch und das Instrumentalstück Un bisou („Ein Kuss“), eine Komposition von Gwen Cresens. Mit derselben Begleitband entstand 2008 das Album Vreemd. 2009 veröffentlichte Spigt das Live-Album Alles in Walhalla, eine Kompilation mit Liedern von ihren niederländischsprachigen Alben. Der Titel bezieht sich auf Walhalla, ein Theater auf Katendrecht. In Spigts Begleitband war neben Jan van der Meij und Hein Offermans auch Roel Spanjers dabei. Das Album wurde auch inklusive einer Konzert-Aufnahme auf DVD veröffentlicht.
Im Sommer 2009 drehte Spigt für den Regionalsender TV Rijnmond die Fernsehserie Fauna & Gemeenschap, in der sie sich zusammen mit dem Biologen Kees Moeliker vom Naturhistorischen Museum Rotterdam auf die Suche nach Stadttieren in Rotterdam machte.

### 2011 bis 2018
Im November 2011 erschien Spigts neues Album Land, ein Album mit englischsprachigen Songs im Country- und Western-Stil. Die Musik stammt aus der Feder von Jan van der Meij, die Texte von Spigt. Auf dem Album sind neben Jan van der Meij, Hein Offermans und Roel Spanjers auch die Musiker Janos Koolen (Banjo, Mandoline) und Joost van Es (Geige) zu hören.
2014 folgte The Medicine Show, ein Album in einem ähnlichen Americana-Stil wie Land und mit derselben Begleitband. Neben eigenen Kompositionen enthält das Album auch eine Coverversion von Face In The Crowd von Tom Petty.
2015 unternahm Spigt zusammen mit der Schauspielerin Annet Malherbe eine Theatertournee unter dem Titel Elvis never left the building, eine Musikshow bestehend aus Songs von Elvis Presley. Die Begleitband bestand aus Roel Spanjers sowie den beiden Söhnen von Annet Malherbe, Houk und Mees van Warmerdam. Ab 2017 ging Spigt regelmäßig mit Roel Spanjers auf Tournee, unter anderem mit den Programmen Gasoline and Matches und The Road. Letzteres erschien 2017 als EP mit jeweils drei Kompositionen von Spigt und Spanjers.

### 2019 bis heute
2019 absolvierte Spigt eine Tour zusammen mit der Gitarristin Corrie van Binsbergen. Im Februar 2020 veröffentlichte Spigt den Gedichtdband Misantroop. Während der Corona-Krise in den Niederlanden, als drei von Spigts geplanten Theatertourneen abgesagt werden mussten, begann sie zu malen. Ihre Werke werden unter anderem in der Reihe Rolling Art Shows in Rotterdam ausgestellt.
Im Jahr 2022 veröffentlichte Spigt das Album Viva El Tango mit 12 Liedern in niederländischer Sprache, darunter einige bekannte Tangos, die aus dem Spanischen und Englischen ins Niederländische übersetzt wurden. Es folgte eine Theatertournee mit den Musikern Tijmen Veelenturf (Violine), Tim Panman (Gitarre) und Lysandre Donoso (Bandoneon).
Spigt trat 2022 in der Kampagne von War Child Holland auf, eine Organisation, die sich für Kinder, die unter Kriegserfahrungen leiden müssen, einsetzt.
Im Herbst/Winter 2022/23 folgte eine Fortsetzung der Theatertour Elvis never left the building, wieder in Zusammenarbeit mit der Schauspielerin Annet Malherbe.
Ebenso 2022/23 betrieb Spigt mit der befreundeten Schauspielerin Katja Schuurman den Podcast Schuurman & Spigt ruimen op („Schuurman & Spigt räumen auf“), wobei die beiden sich gegenseitig besuchten und das Haus der jeweils anderen aufräumten.
Seit Herbst 2023 ist Spigt Protagonistin der Doku-Serie War zee land kust („Wo das Meer das Land küsst“), in der sie mit ihrem Hund Monk auf Entdeckungsreise durch die Provinz Zeeland geht und Land, Leute und Brauchtum kennenlernt.
In der Saison 2023/24 des vom niederländischen Sender AVROTROS ausgestrahlten Dirigentenwettbewerbs Maestro belegte sie im Finale hinter dem Moderator und Schauspieler Chris Zegers den zweiten Platz.

## Diskografie

### Alben
| Jahr | Titel Musiklabel                                               | Höchstplatzierung, Gesamtwochen, AuszeichnungChartsChartplatzierungen (Jahr, Titel, Musiklabel, Platzierungen, Wochen, Auszeichnungen, Anmerkungen) | Anmerkungen                                                            |
| Jahr | Titel Musiklabel                                               | NL | Anmerkungen                                                            |
| ---- | -------------------------------------------------------------- | --- | ---------------------------------------------------------------------- |
| 1996 | Con la piccola orchestra Peer-Southern productions BV          | — | Solo-Debütalbum                                                        |
| 1999 | Engel Mercury BV                                               | NL35 (13 Wo.)NL | Erstveröffentlichung: 20. Februar 1999                                 |
| 2000 | Droom Mercury BV                                               | NL40 (6 Wo.)NL | Erstveröffentlichung: 21. Oktober 2000 Auszeichnung: Musikpreis Edison |
| 2002 | Beest Universal Music BV                                       | NL76 (3 Wo.)NL | Erstveröffentlichung: 21. September 2002                               |
| 2004 | Mans genoeg Idol Media                                         | NL9 (7 Wo.)NL | Erstveröffentlichung: 4. Dezember 2004 inkl. DVD                       |
| 2006 | Één kus Flow Records                                           | NL78 (11 Wo.)NL | Erstveröffentlichung: 4. November 2006                                 |
| 2008 | Vreemd Canarino / AG Music BV                                  | NL58 (5 Wo.)NL | Erstveröffentlichung: 18. Oktober 2008                                 |
| 2009 | Alles in Walhalla – The best of Frédérique Spigt live Canarino | — | Kompilation / Livealbum                                                |
| 2011 | Land Canarino                                                  | NL30 (14 Wo.)NL | Erstveröffentlichung: 12. November 2011                                |
| 2014 | The Medicine Show Coast Company                                | NL58 (5 Wo.)NL | Erstveröffentlichung: 18. Oktober 2014                                 |
| 2017 | The Road (EP) Frédérique Spigt                                 | — |                                                                        |
| 2022 | Viva el Tango                                                  | — |                                                                        |

### Singles
| Jahr | Titel Album                      | Höchstplatzierung, Gesamtwochen, AuszeichnungChartsChartplatzierungen (Jahr, Titel, Album, Platzierungen, Wochen, Auszeichnungen, Anmerkungen) | Anmerkungen                                                                        |
| Jahr | Titel Album                      | NL | Anmerkungen                                                                        |
| ---- | -------------------------------- | --- | ---------------------------------------------------------------------------------- |
| 1998 | Mijn hart kan dat niet aan Engel | — |                                                                                    |
| 2000 | Isis Droom                       | — |                                                                                    |
| 2001 | Rotterdam Droom                  | — |                                                                                    |
| 2013 | Koningslied –                    | NL1 (4 Wo.)NL | Erstveröffentlichung: 19. April 2013, mit dem Nationalen Komitee zur Thronübergabe |

### Videoalben
- 2004 Beest (solo)
- 2004 Mans Genoeg (solo)
- 2006 The first official GWHF bootleg DVD (mit Girls wanna have fun)
- 2009 Alles in Walhalla - The best of Frédérique Spigt live (solo)

### Mit „I’ve Got The Bullets“
Alben
- 1986: I've Got The Bullets
- 1988: Wounded
- 2006: Collections

Singles
- 1986: In the middle of the night
- 1986: It should have been me
- 1987: Nighttrain
- 1988: Riding the same road
- 1988: Love scene
- 1988: I'm only wounded

### Mit „A Girl Called Johnny“
Alben
- 1993 Cry for the moon

Singles
- 1994: Sunset runaways
- 1994: I’ve been waiting
- 1994: Keep this love alive